# 三野交通
株式会社三野交通（みのこうつう）は、徳島県三好市に本社を置くバス、タクシー事業者である。貸切バスやタクシー事業のほか、三好市内で廃止代替バスを運行している。

## 沿革
- 1955年（昭和30年）11月9日 - 設立。
- 1972年（昭和47年）11月9日 - 徳島西部交通の廃止代替として、江口駅 - 東川原 - 松尾橋間7.5kmを5往復で運行開始。

## 本社・営業所
- 本社

徳島県三好市三野町太刀野344
- 加茂営業所

徳島県三好郡東みよし町加茂1643-5

## 廃止代替バス
三好市（合併前は三野町）からの委託を受けて、以下の廃止代替バス路線を運行している。
- 江口駅 - 東川原 - 松尾橋

江口駅 - 東川原間2往復、江口駅 - 松尾橋間3往復（2003年10月1日改正時点）、土曜・日曜・祝日は運休。